# Riebeek-Kasteel
Riebeek-Kasteel is een van de oudste plaatsen in de Zuid-Afrikaanse provincie West-Kaap. Riebeek-Kasteel heeft 1200 inwoners en behoort tot de gemeente Swartland dat onderdeel van het district Weskus is.

## Subplaatsen

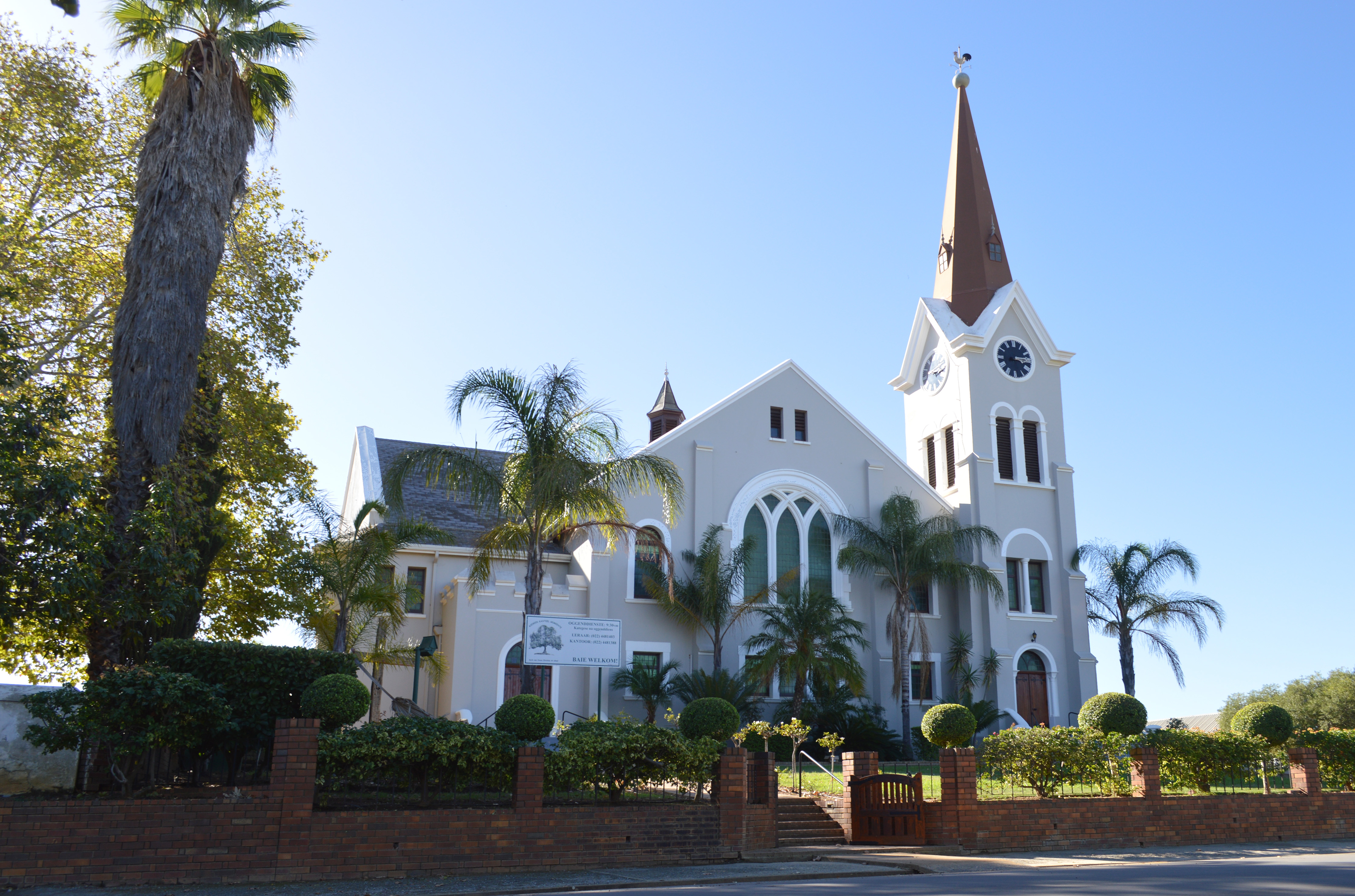
Nederlands-hervormde kerk in Riebeek-Kasteel

Het nationaal instituut voor de statistiek, Stats SA, deelt sinds de census 2011 deze hoofdplaats in in zogenaamde subplaatsen, en dat is er slechts één: Riebeek-Kasteel SP.